# Ambivalence
 (janvier 2015).
Le terme ambivalence a été repris en 1910 par Eugen Bleuler pour caractériser un aspect de l'état psychique des schizophrènes. Il a été introduit par Sigmund Freud dans une acception différente : il s'agit de la juxtaposition plus ou moins simultanée de deux affects : l'amour et la haine. C'est à partir de là que ce terme a recouvert un concept psychanalytique qui, curieusement par rapport à Bleuler, s'applique à des organisations névrotiques et qu'on distingue de la paradoxalité (Racamier), de la divalence et de l'ambiguïté (Bleger). 
On le trouve dans plusieurs écrits de Freud dans des sens un peu différents. Dans les Trois essais sur la sexualité de 1905, il y consacre un sous chapitre. Dans L'Homme aux rats de 1909 puis dans une note ajoutée en 1923 il rappelle son introduction par Bleuler puis ajoute : « Mais la coexistence chronique de l'amour et de la haine envers une même personne, et la très grande intensité de ces deux sentiments, voilà qui a de quoi surprendre. En effet, cette coexistence de sentiments contraires n'est possible que dans certaines conditions psychologiques particulières et grâce à leur caractère inconscient. L'amour n'a pas éteint la haine, il n'a pu que la refouler dans l'inconscience et là, assuré contre la destruction de l'action du conscient, elle peut subsister et même croître. D'habitude, l'amour conscient, dans ces conditions, s'accroît par réaction jusqu'à une très grande intensité, pour être à la hauteur de la tâche qui lui est constamment imposée : maintenir son contraire dans le refoulement. Une séparation très précoce des contraires à l'âge "préhistorique" de l'enfance, accompagnée du refoulement de l'un des deux sentiments, de la haine en général, semble être la condition de cette "constellation" si étrange de la vie amoureuse. »
En résumé, Freud a utilisé parfois dans un même texte, le terme d'ambivalence pour désigner parfois des phénomènes différents : a) un conflit de sentiments entre l'amour et la haine, b) des couples pulsionnels opposés, c) l'activité - passivité et d) la simultanéité entre transfert positif - transfert négatif. Karl Abraham a lui introduit la notion de stade pré-ambivalent selon que la relation d'objet est partielle ou totale. Pour Mélanie Klein l'ambivalence est le propre de la position dépressive.